# Вібриси

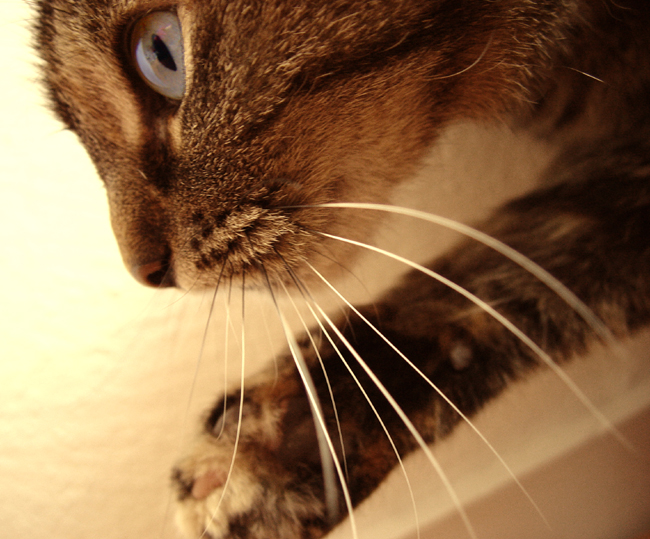
Вібриси домашньої кішки

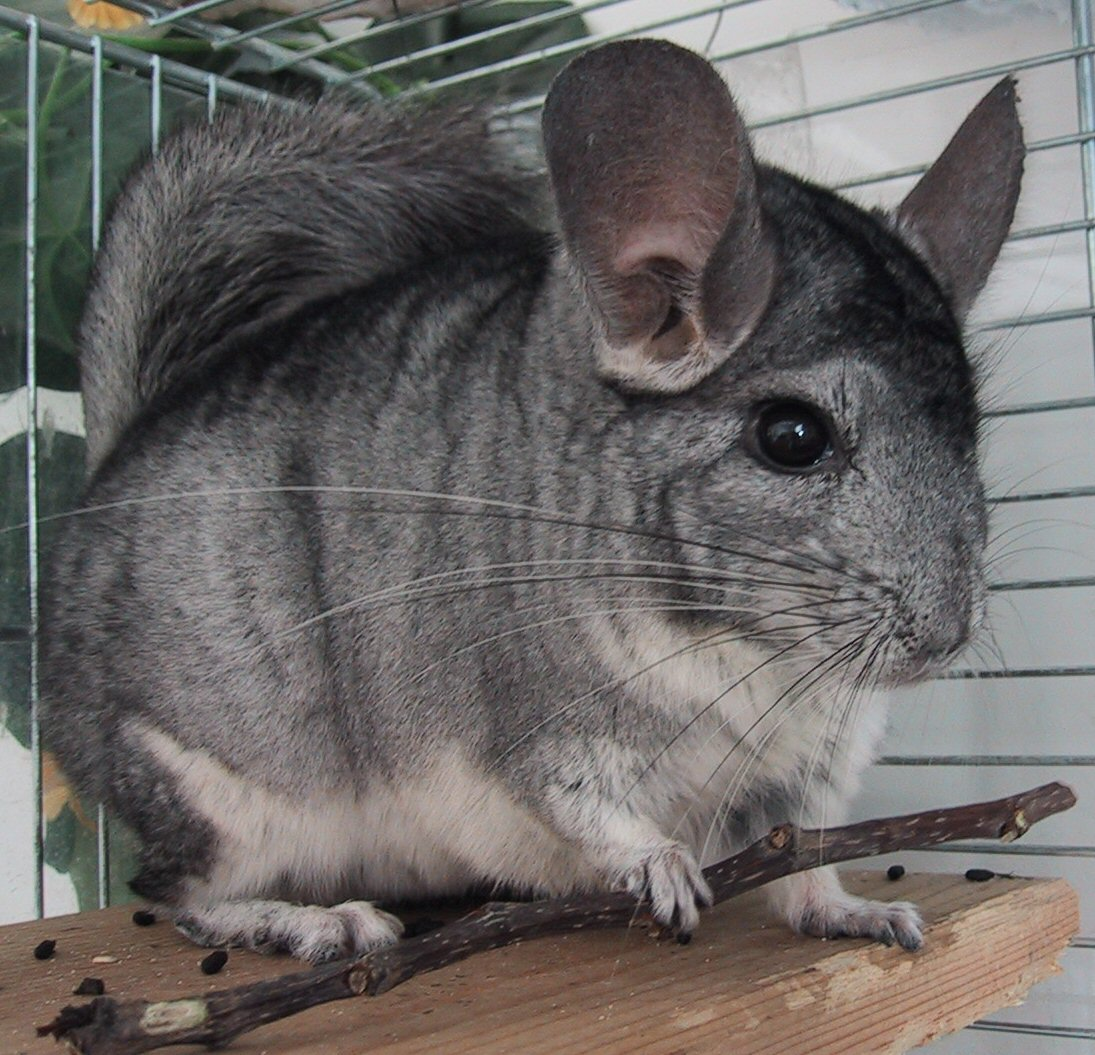
Вібриси шиншили

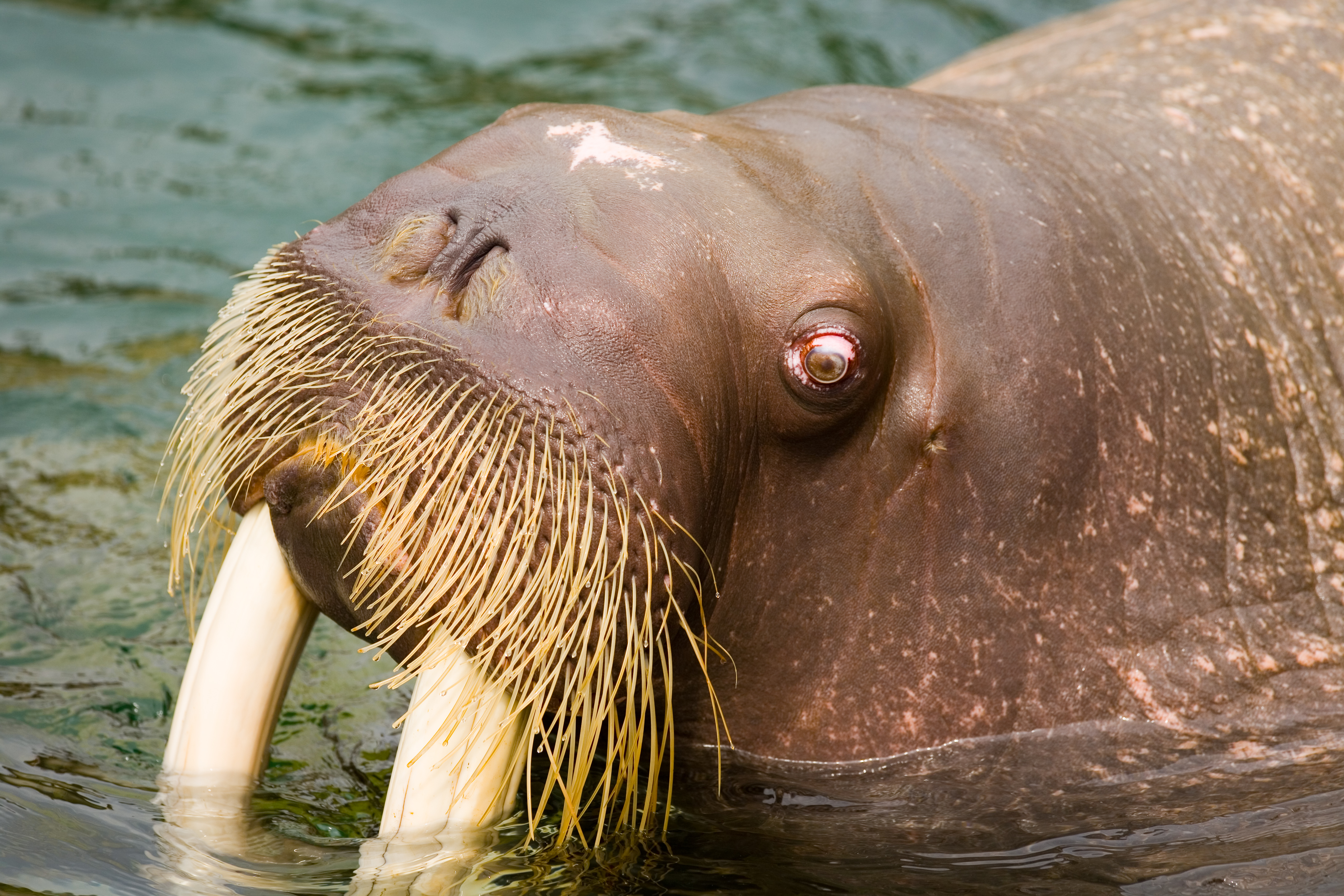
Вібриси моржа

Вібри́си (від лат. vibro — коливатись, звиватись) — спеціалізоване волосся ссавців, зазвичай залучене до реалізації відчуття дотику; інколи цей термін застосовується стосовно жорстких коротких пір'їн навколо дзьоба у птахів, та видовжених щетинок комах, які виконують аналогічну функцію; також вібрисами в медицині можуть називати волосини, що ростуть в носовій порожнині людини. Вібриси у ссавців переважно ростуть навколо носа, на губах, щоках, та інших виступаючих частинах лицевого відділу черепа, а також на згинах передніх лап та на ступнях (останнє характерне для сумчастих). Вібриси зазвичай довші та жорсткіші за звичайний хутровий покрив даного виду.
Вібриси, як і інші волоски, складаються з нечутливого рогового матеріалу і не містять нервів, але мають спеціальні сполучені з ними сенсорні клітини. Головною ознакою, що відрізняє вібриси від інших шерстинок ссавців, є те, що вони імплантовані в спеціальний фолікул, оточений капсулою, що наповнена кров'ю, і називається «кров'яним синусом». Для підтримання постійної температури цієї структури та її живлення звичайно витрачається досить багато енергії.
Дотик до вібриса згинає його, і кров в синусі відштовхується на той чи інший бік. Таким чином кров посилює зміщення та дозволяє механорецепторам в основі вібриса відчувати надзвичайно малі його коливання. Завдяки цьому деякі тварини, такі як домова миша, за допомогою вібрисів можуть відчувати навіть рухи повітря навколо. У деяких ссавців (наприклад, у родини котових) фолікули вібрисів оточені сильно розвиненою м'язовою подушкою, котра використовується для тонких і складних рухів. Деякі тварини (особливо це характерно для гризунів) постійно рухають вібрисами, досліджуючи навколишній простір, в той час як інші використовують їх як пасивні органи відчуття дотику.
Самі по собі вібриси можуть досягати значних розмірів: так, у шиншили їхня довжина досягає третини розміру тіла, а у моржа товщина деяких вібрисів дорівнює товщині олівця.
Вібриси використовуються тваринами, котрі не можуть завжди покладатись на зір при переміщенні та пошуку їжі (нічні тварини, норні, а також такі, що полюють у воді). У багатьох ссавців для обробки сигналів, що надходять від вібрисів, і для керування ними, відведена значна частина мозку. Сигнали, що надходять від вібрисів, передаються трійчастим нервом у довгастий мозок та таламус, а звідти — до так званої стовпчастої кори («barrel cortex»).
Відрізання (або позбавлення іншим чином) у тварин вібрисів звичайно призводить до порушення у них координації руху, особливо в темряві.
Аналіз будови черепів деяких вимерлих плазунів показав, що вібриси, скоріше за все, були наявні на виступах цих черепів. Це свідчить, що вібриси були у попередників ссавців, а, отже, еволюційно давніші ніж хутро.

## Класифікація вібрисів
| Латинська назва | Переклад      | Розміщення                 |
| --------------- | ------------- | -------------------------- |
| Mystacial       | Вусові        | Над верхньою губою         |
| Submental       | Підборідкові  | Підборіддя                 |
| Interramal      | Нижньощелепні | Між гілками нижньої щелепи |
| Genal           | Щічні         | Щока                       |
| Superciliary    | Брівні        | Над оком                   |
| Subocular       | Підочні       | Під оком                   |